# Nicolai Hanson

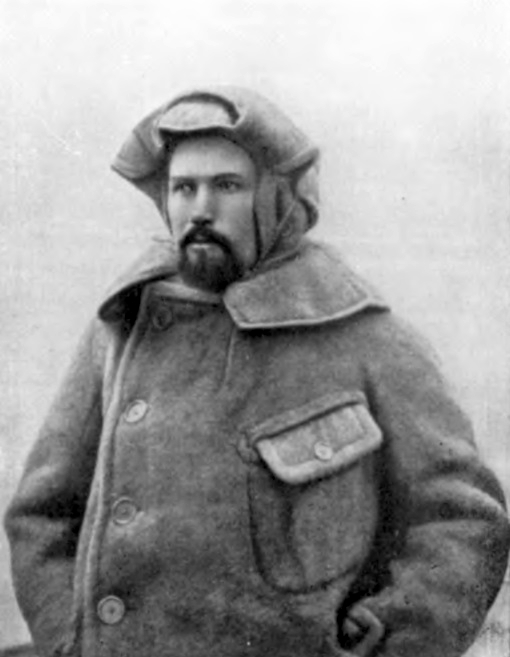
Nicolai Hanson (1898 oder 1899)

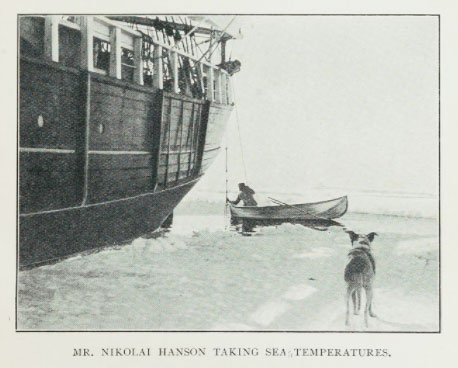
Nicolai Hanson beim Messen der Wassertemperatur (1899)

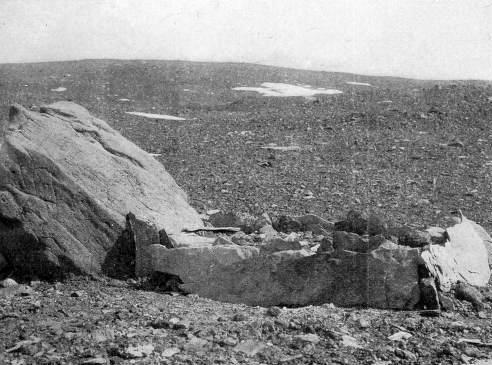
Hansons Grab am Kap Adare (1899)

Nicolai Hanson (* 24. August 1870 in Kristiansund; † 14. Oktober 1899 am Kap Adare, Antarktika) war ein norwegischer Zoologe und Polarforscher. Er war der erste Mensch, der auf dem antarktischen Festland begraben wurde.

## Leben
Nicolai Hanson wurde 1870 als ältester Sohn des Schiffsmaklers Anton Hanson (* 1836) und dessen Frau Sophie Hanson (* 1844) in Kristiansund geboren. Er studierte Biologie bei Robert Collett (1842–1913) an der Universität Kristiania und stellte anschließend in Nordnorwegen Präparate für die Sammlungen des British Museum in London und des Zoologischen Museums in Kristiania her. Collett war es auch, der den jungen Wissenschaftler für die Southern-Cross-Expedition in die Antarktis empfahl. Der Leiter dieser privaten, durch den Verleger Sir George Newnes (1851–1910) finanzierten Expedition, Carsten Egeberg Borchgrevink, stellte ihn als Zoologen und Präparator ein. Auf der Überfahrt erkrankte Hanson im September 1898 schwer an Typhus, erholte sich bis zur Ankunft in der Antarktis aber vollständig. Die Expedition überwinterte 1899 am Kap Adare in Victorialand. Hanson, der ein geübter Jäger und Skiläufer war, nutzte die Zeit, um mit Hilfe seines Assistenten Hugh Evans (1874–1975) eine umfangreiche Sammlung von Präparaten der antarktischen Tierwelt anzulegen. Im Juli erkrankte Hanson, vermutlich an feuchter Beriberi, verstärkt durch seine vorherige Darminfektion. Er starb am 14. Oktober 1899 und wurde am 20. Oktober hoch über dem Kap Adare an einem Platz bestattet, den er selbst ausgewählt hatte. Er wurde als erster Mensch auf dem antarktischen Festland begraben. Hanson hinterließ seine Frau und seine kleine Tochter Johanne Hanson Vogt (1898–1999).
Hansons Grab wurde 1902 von Robert Falcon Scotts Discovery-Expedition besucht. Zehn Jahre später hielt die Nordgruppe der Terra-Nova-Expedition am Kap Adare Ausschau nach ihrem Schiff. Der Bootsmann Frank Vernon Browning (1882–1930) säuberte das Grab und legte mit weißen Quarzsteinchen auf schwarzem Grund aus Basalt den Schriftzug „Hanson“ sowie ein weißes Kreuz. Heute steht es als historisches Denkmal HSM-23 unter dem Schutz des Antarktisvertrags.

## Wissenschaftlicher Nachlass
Hansons zoologische Präparate wurden nach der Rückkehr der Southern Cross im Oktober 1900 an das Natural History Museum übergeben. Um die wissenschaftlichen Notizbücher, die Hanson laut Louis Bernacchi, dem Meteorologen der Expedition, auf dem Totenlager an Borchgrevink übergeben hatte, entbrannte ein Streit zwischen dem Museum und Borchgrevink, der öffentlich in der Presse ausgetragen wurde. Dass die Notizen verschollen blieben, erschwerte eine Zuordnung der Präparate, die weitgehend unbeschriftet waren. Das Museum wandte sich daraufhin an Hansons Witwe, die sein persönliches Tagebuch, soweit es biologische Beobachtungen enthielt, freigab. 1902 wurden die zoologischen Ergebnisse der Southern-Cross-Expedition vom Museumsleiter Ray Lankester als Report on the Collections of Natural History made in the Antarctic Regions during the Voyage of the „Southern Cross“ auf über 300 Seiten veröffentlicht.

## Ehrungen
Der 1255 m hohe Hanson Peak, der sechs Kilometer südlich des Kap Adare aufragt, erinnert an Nicolai Hanson. Zudem ist Hanson Namensgeber für den Hansen-Nunatak [sic], der sich wie der Hanson Peak im Viktorialand befindet. George Albert Boulenger benannte den Antarktisdorsch Trematomus hansoni nach ihm.